# Eragrostis curtipedicellata
Eragrostis curtipedicellata là một loài thực vật có hoa trong họ Hòa thảo. Loài này được Buckley mô tả khoa học đầu tiên năm 1862 publ. 1863.